# I love Périgord

I love Périgord est un téléfilm français réalisé par Charles Nemes et diffusé pour la première fois le 8 octobre 2011 sur France 3.

## Synopsis
Darren, un Anglais, vient de se fiancer à Londres avec une Française, Ludivine. Pour fêter l’évènement, la jeune femme retourne là où elle est née : dans le Périgord, à Sauvadieu, accompagnée de Darren, qui va être amené à découvrir la région et à rencontrer ses futurs beaux-parents. Mais ce week-end s’annonçant a priori idyllique, ne va pas exactement se dérouler comme prévu…
Darren se retrouve victime de la légendaire inhospitalité des Français vis-à-vis de l’envahisseur britannique et en proie au machiavélisme d’un beau-père pour qui aucun homme n’est digne d’épouser sa fille, et surtout pas un ennemi héréditaire ! Un voyage qui ne sera pas de tout repos…

## Fiche technique
- Scénario : Stéphane Keller
- Pays :  France
- Production : Laurent Ceccaldi
- Durée : 90 minutes

## Distribution
- Lizzie Brocheré : Ludivine
- Bernard Le Coq : Adémar
- Thérèse Liotard : Béa
- Charlie Anson : Darren
- Gil Alma : Auguste
- Paul Barrett : Tom
- Mathieu Delarive : Lionel
- Jacky Ido : Docteur N'Kono
- Fani Kolarova : Magda, l'infirmière bulgare
- David Lowe : Peter Stewart
- Benoît Joubert : Sébastien